# Cars
Cars és una pel·lícula d'animació estatunidenca de 2006 dirigida per John Lasseter i Joe Ranft. Va estar nominada a l'Oscar a la millor pel·lícula d'animació i a la millor cançó original, i va guanyar el Globus d'Or a la millor pel·lícula d'animació, entre d'altres. Ha estat doblada al català.

## Argument
Llamp McQueen és un automòbil de competició novell i apassionat que es troba perdut a la ciutat fantasma de Radiator Springs de la Ruta 66. Travessant el país en direcció al gran Campionat de la Copa Piston a Califòrnia per competir amb dos veterans, McQueen coneix els originals personatges que habiten la ciutat -inclosa Sally (un vistós Porsche de 2002 amb veu de Bonnie Hunt), Doc Hudson (un Hudson Hornet de 1951 amb un misteriós passat, amb la veu de Paul Newman), i Mater (una lleial grua rovellada amb la veu de Larry the Cable Guy). Tots l'ajudaran a comprendre que hi ha coses més importants que aconseguir premis, fama i patrocinis. Aquest repartiment també inclou les actuacions de llegendes de les carreres de cotxes com Richard Petty i Cheech Marin. Plena d'humor, acció, sentiments i proeses tècniques, Cars és una pel·lícula d'alta velocitat per a espectadors de totes les edats.

## Repartiment
- Owen Wilson: Llamp McQueen
- Paul Newman: Doc Hudson
- Bonnie Hunt: Sally Carrera
- Larry the Cable Guy: Mater
- Tony Shalhoub: Luigi
- Cheech Marin: Ramone
- Michael Wallis: Xèrif
- George Carlin: Fillmore
- Paul Dooley: Sarge
- Jenifer Lewis: Flo
- Guido Quaroni: Guido
- Richard Petty: Strip "The King" Weathers
- Michael Keaton: Chick Hicks
- Katherine Helmond: Lizzie
- John Ratzenberger: Mack
- Joe Ranft: Red

## Banda sonora[calcitació]
A més de les composicions de Randy Newman (un habitual de les pel·lícules de Pixar), a la banda sonora de Cars" s'hi inclouen temes de:
- Sheryl Crow: "Reial Gone"
- Chuck Berry: "Route 66"
- Rascal Flatts: "Life Is A Highway"
- Brad Paisley: "Behind The Clouds"
- James Taylor: "Our Town"
- The Chords: "Sh-Boom"
- John Mayer: "Route 66"
- Brad Paisley: "Find Yourself"
- Hank Williams: "My Heart Would Know"

A Espanya es va incloure també una cançó del grup El sueño de Morfeo anomenada "Reencontrar". Al tràiler de la pel·lícula presentat el 2004 s'utilitza la cançó "Westbound Sign" de Green Day.

## Premis i nominacions[calcitació]

### Premis
- 2007: Globus d'Or a la millor pel·lícula d'animació
- 2007: Grammy a la millor cançó per pel·lícula, televisió o altre mitjà visual per Randy Newman amb "Our Town"

### Nominacions
- 2007: Oscar a la millor pel·lícula d'animació
- 2007: Oscar a la millor cançó original per Randy Newman amb "Our Town"
- 2007: BAFTA a la millor pel·lícula d'animació
- 2007: Grammy a la millor àlbum compilatori de banda sonora per pel·lícula, televisió o altre mitjà visual